# 주페루 일본 대사관 인질 사건

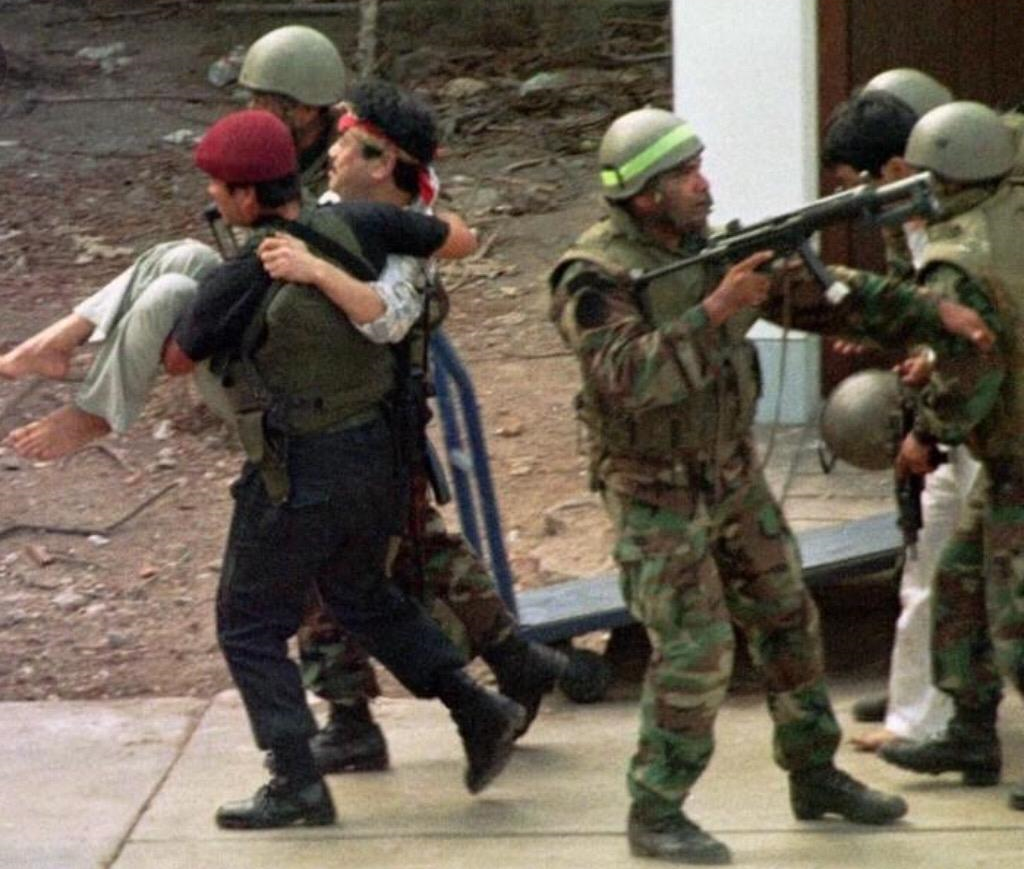
인질을 구출하고 있는 페루군 병사

주페루 일본 대사관 인질 사건(스페인어: Toma de la residencia del embajador de Japón en Lima, 일본어: 在ペルー日本大使公邸占拠事件, 영어: Japanese embassy hostage crisis)은 1996년 12월 17일 주페루 일본 대사관에서 좌익 게릴라 세력이 일으킨 외교 공관 점령 사건이다. 4개월 동안 진행됐으며 페루군 특수부대의 개입으로 종료됐다.

## 대사관 점령
1996년 12월 17일 아오키 모리히사 페루 주재 일본 대사의 주최로 주페루 일본 대사관에서 천황탄생일 기념 연회가 열렸다. 그런데 현지 시각 20시를 지난 시점에 대사관 근처에 있던 빈 집의 담장이 폭발하더니 검은 옷에 붉은 복면을 한 무장 단체가 연회장에 난입했다.
이들은 Néstor Cerpa Cartolini가 이끄는 좌익 게릴라 단체 투팍 아마루 해방운동(MRTA)으로 난입한 멤버는 총 14명이었다. 그들은 아오키를 비롯한 일본 대사관 직원들, 페루 정부 요인들, 연회에 참석한 각국 대사 및 기업인들 총 622명을 인질로 잡았다.
MRTA는 체포·구속된 MRTA 멤버 전원을 석방할 것, 자신들의 안전한 탈출을 보장하고 그 과정에서 인질들이 동행할 것, 알베르토 후지모리 정권이 추진하는 신자유주의적 정책을 전면적으로 재검토할 것, 인질 석방을 위한 몸값을 지불할 것 등 총 네 가지의 요구를 제시했다. 이와 함께 페루 정부가 무력 진압에 나설 것에 대비해 대인 지뢰를 설치하는 등의 준비를 진행했다.
사실 MRTA는 대사관 직원, 페루 정부 및 군부 요인 등 소수의 인질을 확보할 계획이었다. 하지만 예상보다 훨씬 많은 인질을 관리하게 되었고 결국 국제 적십자 위원회의 요구에 응하는 형식으로 노인·여성·아이들을 포함한 200명 이상의 인질을 해방했고 이후에도 몇 차례 더 인질을 풀어줬다. 특히 미국인들이 주로 풀려났는데 MRTA는 특별한 목적을 염두에 둔 것은 아니라고 했으나 자국민 보호를 이유로 미군이 움직일 것을 우려했기 때문이란 추측이 많다.
하지만 원래 인질로 잡을 생각이었던 페루 정부 및 군부 관계자와 대사관 직원 및 일본 기업인들은 여전히 인질로 남아야 했다. 또한 남성만 남고 여성들은 모두 풀어줬는데 이는 화장실을 이용할 때 여성들은 감시가 힘들기 때문에 미리 풀어준 것이었는데 이는 주콜롬비아 도미니카 공화국 대사관 인질 사건을 참고한 것으로 보인다.

## 무력 진압 검토
후지모리 대통령과 블라디미로 몬테시노스 국가정보부장은 사건 발생 다음날에 무력 진압을 검토했다. 하지만 하시모토 류타로 일본 총리의 지시를 받고 페루에 온 이케다 유키히코 외무상이 평화적 해결 방법을 우선하기 원한다고 주장하여 무력 진압은 보류됐다.

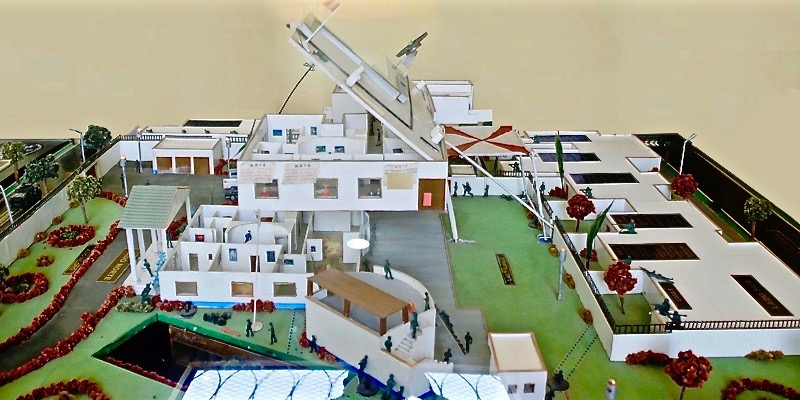
구출 작전 훈련 때 사용한 모형 건축물

하지만 한 달이 지나도록 사건 해결의 실마리는 보이지 않고 교착 상태가 이어지자 내정의 불안을 우려한 후지모리 대통령은 1997년 1월 하순 다시 무력 진압을 검토하기 시작했다. 후지모리는 일본 대사관과 똑같은 구조와 자재를 사용한 모형 건축물을 만들어 특수부대에게 돌입 훈련을 시켰다.

## 터널 굴착
2월 1일 후지모리 대통령과 하시모토 총리는 사건 발생 후 처음으로 캐나다 토론토에서 만나 회담했다. 하시모토 총리는 여전히 평화적인 해결을 주장하며 이를 위한 전면적인 지원 의사를 밝혔고 후지모리 대통령은 일본 총리의 입장을 이해한다고 답했다.
하지만 페루 정부는 이미 1월부터 대사관 진입을 위해 대사관 근처의 건물에서 터널을 뚫고 있었다. 터널을 뚫는 과정에서 나는 소음을 막기 위해 최대 음량으로 설정해 각종 군가를 재생하여 소음을 상쇄코자 시도했다. 27일에는 총격전도 벌어졌다. 그런데 터널 공사가 언론에 의해 보도되었고 이 사실을 MRTA도 알게 되었다. 그럼에도 불구하고 MRTA는 터널의 용도를 인질 탈출을 위한 것이라고만 여겨 인질들을 건물 2층으로 옮기는 대비책만 마련하고 특별한 반응을 보이지 않았다.

## 교섭 개시
2월 11일 페루 정부와 MRTA가 처음으로 교섭에 나섰다. 페루 정부 대표로 도밍고 발레르모 교육장관이 나섰으며 국제 적십자 위원회 대표, Juan Luis Cipriani Thorne 대주교 등도 동석했다. 대주교는 강경 일변도로 치달을 우려가 있는 협상의 중재역을 맡았으며 인질들을 위한 의료품과 식료품을 제공하기도 했다. 이 과정에서 MRTA의 신뢰도 살 수 있었는데 이를 이용해 페루 정부는 대주교를 통해 일본 대사관에 흘러들어가는 의료 기구, 커피메이커, 성경 등에 도청 장치를 설치했다.

## 쿠바 망명안
무력 진압 계획이 진행되고 있었지만 페루 정부 내에서는 수감 중인 MRTA 멤버 전원을 쿠바로 추방하는 형태로 MRTA과 협상할 수 있지 않겠냐는 주장도 있었다. 피델 카스트로 쿠바 국가평의회 의장도 후지모리 대통령과 회담하면서 조건만 충족되면 받아들일 수 있다는 태도를 보였다.
하지만 MRTA가 이를 거부하면서 사실상 평화적인 방법으로 해결하는 것은 불가능해졌다. 또한 MRTA 내부에서 쿠바 망명안을 받아들일지 토론하는 것을 페루 정부가 도청기를 통해 모두 듣고 있었다.

## 인질 생활
600명이 넘었던 인질은 1997년 초에는 100명까지 줄었으며 해방 직전에는 72명이 남아 있었다. 이들은 각료와 장교를 포함한 페루 정부와 군부 관계자, 대사관 직원, 닛산 자동차·미쓰이 물산 등 일본 대기업의 페루 주재원 등으로 구성되어 있었다.
인질들은 무료함을 이겨내기 위해 스페인어와 일본어로 소통하며 플레잉 카드, 오델로, 마작 등을 즐겼으며 MRTA 멤버들이 참여하는 경우도 많았다. 리마 시내의 일본 음식점에서는 매일같이 음식을 보내줬으며 이 일본식 음식은 페루인과 MRTA 멤버들도 함께 즐겼다고 한다.

## 구출 작전
사건이 발생한 지 127일이 지난 4월 22일 페루 해군 특수작전부대를 중심으로 군경특수부대가 대사관저에 돌입하면서 구출 작전이 시작됐다. 1월부터 공사가 이루어졌던 터널을 활용해 대사관에 입성했다. 작전명은 챠빈 데 완타르(Chavín de Huántar)였는데 이는 고대에 존재했던 대규모의 지하 통로의 이름에서 유래한 것이다. 이 작전은 일본 정부에는 사전에 고지되지 않았는데 한결같이 평화적 해결에만 집착하던 일본 정부의 반대를 우려했기 때문이었다.
작전이 진행될 당시 MRTA 멤버들은 한 명을 제외하고 모두 건물 1층에서 축구를 즐기고 있었다. 인질로 잡혀 있던 페루군 장교가 비밀리에 반입된 무선기를 통해 사전에 알려준 정보를 바탕으로 MRTA이 방심한 때를 노린 것이었다. 해당 장교는 이후 인질들에게 2층에 집결하도록 유도했지만 구출 작전에 관해서는 알려주지 않았다.
3시 23분 구출 작전이 시작되자 특수부대는 터널을 통과해 1층 바닥을 폭파하여 대사관에 진입했다. 방심하고 있던 MRTA가 제대로 대응하지 못해 구출 작전은 일사천리로 진행되었다. 2층에서 탈출을 시도하다가 떨어진 사람이 있었고 총상을 입은 사람도 나왔으며 페루 대법관 한 명이 사망하고 특수부대원 두 명이 순직하는 피해도 있었지만 나머지 인질들을 모두 구출해 내면서 작전은 성공적으로 마무리됐다. MRTA 멤버는 전원 사살되었다.
한편 대사관 근처에는 세계 각국에서 파견된 기자와 카메라맨에 의해 전세계로 생중계되었다. 특수부대의 돌입부터 인질 구출, 대사관에 게양되어 있던 MRTA의 깃발을 특수부대 병사가 처리하는 장면까지 모두 방송되었다.

## 이후
순직한 특수부대원은 각각 중령 계급과 중위 계급에 속한 군인이었는데 일본에서 그들을 기리기 위한 의연금을 모아서 전달해 주었다. 부상을 입어 휠체어를 타는 신세가 된 아오키 대사도 장례식에는 참석하지 못했지만 나중에 묘지를 직접 찾아 명복을 빌었으며 이후 페루를 방문하는 일본 외무상은 두 군인과 대법관의 묘지를 방문하는 것이 일종의 관례가 되었다.

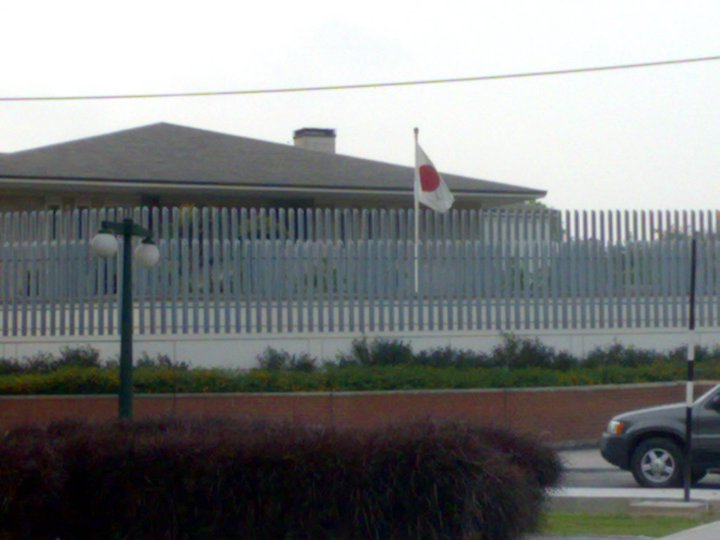
이전 후의 일본 대사관(2012년)

주페루 일본 대사관은 이후 새 건물을 지어 이전했는데 담장을 이중으로 두르고 네 개의 감시탑을 설치했으며 방탄 게이트를 설치하는 등 보안이 상당히 강화되었다. 사건 당시와 같은 연회도 잘 개최하지 않게 되었다. 옛 대사관은 철거되었으며 지금은 빈터로 남아 있다. 담장은 남아 있는데 당시의 총탄 등의 흔적을 아직 확인할 수 있다. 구출 작전을 위해 만들었던 모형 건축물도 여전히 남아 있으며 인질 사건과 관련된 자료를 전시하고 있다.
후지모리 대통령은 단호한 결정을 통해 최소한의 피해로 무사히 인질들을 구출하는 데 성공하면서 세계 각국의 찬사를 받을 수 있었다. 하지만 훗날 투항했던 MRTA 멤버들도 처형한 사실이 드러나 대통령직에서 물러난 뒤 페루 검찰에 의해 기소되었다.
한편 MRTA는 페루 국내외에서 비난을 받아야 했고 주요 멤버가 피살되었기에 결국 조직은 사실상 붕괴 상태에 빠졌다.

## 같이 보기
- FN P90